# (3712) Kraft
(3712) Kraft ist ein Asteroid des Hauptgürtels, der am 22. Dezember 1984 vom US-amerikanischen Astronomen Arnold R. Klemola am Lick-Observatorium (Sternwarten-Code 662) auf dem Gipfel des Mount Hamilton, nahe der Stadt San Jose in Kalifornien entdeckt wurde.
Der Asteroid wurde nach dem US-amerikanischen Astronomen Robert Paul Kraft (1927–2015) benannt, der das Lick-Observatorium von 1981 bis 1991 leitete.